# Патриція Реджані
Патриція Реджані Мартінеллі (італ. Patrizia Reggiani Martinelli; нар. 2 грудня 1948) — вдова італійського бізнесмена Мауріціо Гуччі. У 1980-ті роки, в період шлюбу з ним, була багатою світською левицею і мала вплив у світі високої моди. В кінці 1998 року була засуджена до тривалого тюремного ув'язнення за організацію замовного вбивства свого чоловіка. Судовий розгляд привернув широку суспільну увагу в Італії.

## Відносини з Мауріціо Гуччі
Патриція Мартінеллі народилася у Віньйолі, Емілія-Романья, у північному регіоні Італії. Вона виросла в злиднях і ніколи не знала свого біологічного батька. Коли Патриції було 12 років, її мати одружилася з багатим підприємцем Фердинандо Реджані, який пізніше удочерив Патрицію.
У 1970 році Патриція познайомилася на вечірці з Мауріціо Гуччі, спадкоємцем знаменитого модного будинку Gucci. Через два роки пара одружилася і переїхала до Нью-Йорка. Батько Гуччі, Родольфо Гуччі, спочатку не схвалював шлюб і вважав Патрицію «кар'єристкою, яка має на думці лише гроші», але подарував синові і невістці розкішний пентхаус в Олімпік-тауер у Нью-Йорку. Патриція стала активною в нью-йоркських соціальних колах, регулярно з'являючись на вечірках і модних заходах і потоваришувавши з Жаклін Кеннеді Онассіс. Вона народила двох дочок: Алессандру в 1976 році та Алегру в 1981.
2 травня 1985 року, після 12 років шлюбу, Мауріціо залишив Патрицію заради молодої жінки, сказавши їй, що вирушає в коротке відрядження. До дружини він так і не повернувся. У 1991 році Патриція і Мауріціо офіційно розлучилися. В рамках процесу Патриція Реджані домоглася виплати їй щорічних аліментів в сумі, еквівалентній 500 000 доларів США. У 1992 році їй поставили діагноз пухлина головного мозку, яку згодом видалили без будь-яких негативних наслідків. 27 березня 1995 року її колишній чоловік був застрелений на сходинках перед своїм офісом, куди прибув на роботу, вбивцею, найнятим Патрицією.

## Суд
31 січня 1997 року Патриція Реджані була заарештована, а в 1998 році визнана винною в організації вбивства свого чоловіка Мауріціо Гуччі і засуджена до 29 років тюремного ув'язнення. Судовий процес викликав великий резонанс у медіа, в яких вона отримала прізвисько «Чорної вдови». Її дочки ратували за скасування вироку, стверджуючи, що перенесена пухлина головного мозку вплинула на її особистість. У 2000 році апеляційний суд Мілана залишив вирок в силі, але скоротив термін ув'язнення до 26 років. У тому ж році Реджані спробувала покінчити з собою, повісившись на шнурку, але її встигли врятувати.
У жовтні 2011 року їй запропонували можливість переведення у відкриту в'язницю, але вона відмовилася, сказавши: «Я ніколи в житті не працювала і не збираюся починати зараз». Патриція була достроково звільнена за хорошу поведінку в жовтні 2016 року після відбуття в ув'язненні 18 років. У 2017 році вона отримала ренту в розмірі 900 000 фунтів стерлінгів від нерухомості Гуччі. Це стало можливим завдяки угоді, підписаній у 1993 році. Суд також виніс рішення про повернення їй грошей, що складали суму щорічних компенсацій за розлучення з Гуччі за період її перебування у в'язниці в розмірі понад 16 мільйонів фунтів стерлінгів, які перебували під управлінням двох її дочок. Ті подали апеляцію на це рішення.
У листопаді 2019 року було анонсовано початок зйомок фільму «Гуччі», сюжет якого заснований на історії шлюбу Реджані і вбивства Мауріціо. Режисером картини був заявлений Рідлі Скотт, а роль Патриції Реджані має виконати Леді Гага.